# Sentinel Worlds I: Future Magic
Sentinel Worlds I: Future Magic est un jeu vidéo de rôle conçu par Karl Buiter et publié par Electronic Arts sur IBM PC en 1988 avant d'être porté sur Commodore 64. Le jeu se déroule dans un univers de science-fiction dans un système stellaire appelé Caldorre dont la tranquillité est menacé par de mystérieux  vaisseaux pirates qui attaquent et détruisent les convois commerciaux du secteur. Pour combattre cette menace, la Fédération dépêche plusieurs escadrons de vaisseaux de combat afin de protéger les convois et d'intercepter les pirates. Le joueur est aux commandes d'un de ces escadrons et a pour objectif de déterminer qui est à l'origine de ces attaques afin d'y mettre fin. Pour mener à bien sa mission, le joueur doit d'abord se constituer un équipage dont chaque membre à une fonction spécifique comme médecin, navigateur, informaticien, ingénieur ou pilote,.
Après la sortie de Sentinel Worlds I: Future Magic,  Karl Buiter et son équipe développe un nouveau jeu vidéo de rôle basé sur le même moteur de jeu baptisé Hard Nova et publié par Electronic Arts en 1990.

## Accueil
| Sentinel Worlds I: Future Magic |      |       |
| Média                           | Nat. | Notes |
| ACE                             | GB   | 88 %  |
| Joystick                        | FR   | 70 %  |
| The Games Machine               | GB   | 81 %  |